# Ustra
Ustra (bułg. Устра) – średniowieczna twierdza położona w Rodopach, w pobliżu współczesnej wsi Ustren w Bułgarii. Została zbudowana na wysokości 1114 metrów nad poziomem morza.  Przez większość swojego istnienia znajdowała się pod kontrolą Bizancjum. 
Twierdza ma formę otwartego czworoboku w kształcie litery U i zajmuje powierzchnię około 1300 m². Jej mury mają łącznie 113 metrów długości, przy czym u podstawy ich grubość wynosi 2,8 metra, a w górnej części zmniejsza się do 1,75 metra. Do czasów współczesnych zachowały się fragmenty murów sięgające 8-10 metrów wysokości. Główna brama do twierdzy znajdowała się po stronie wschodniej. 
Prace archeologiczne prowadzone w latach 1971-1973 ujawniły, że twierdza powstała najprawdopodobniej w X wieku i miała za zadanie strzec istotnego szlaku handlowego biegnącego w jej pobliżu.
Brak jest dokładnych źródeł historycznych dotyczących upadku twierdzy Ustra. Najprawdopodobniej została zdobyta przez wojska osmańskie w połowie XIV wieku, na co wskazuje duży wyłom w zewnętrznym murze, będący prawdopodobnie śladem oblężenia.